# 佐野令而
佐野 令而（さの れいじ、1937年 - ）は、日本のレーザー工学のエンジニア。元松下技研社長、松下電器産業常務取締役・技術担当・海外研究所担当・技術顧問。エコーネット・コンソーシアム理事長。パナソニック終身客員。Santa Clara University Distinguished Visiting Fellow 。理学博士。

## 主な著書
- 『レーザー工学』 池田正幸共著 オーム社 1995.12
- 『入門レーザー技術』 日本経済新聞社 1986.3